# Facundo Píriz

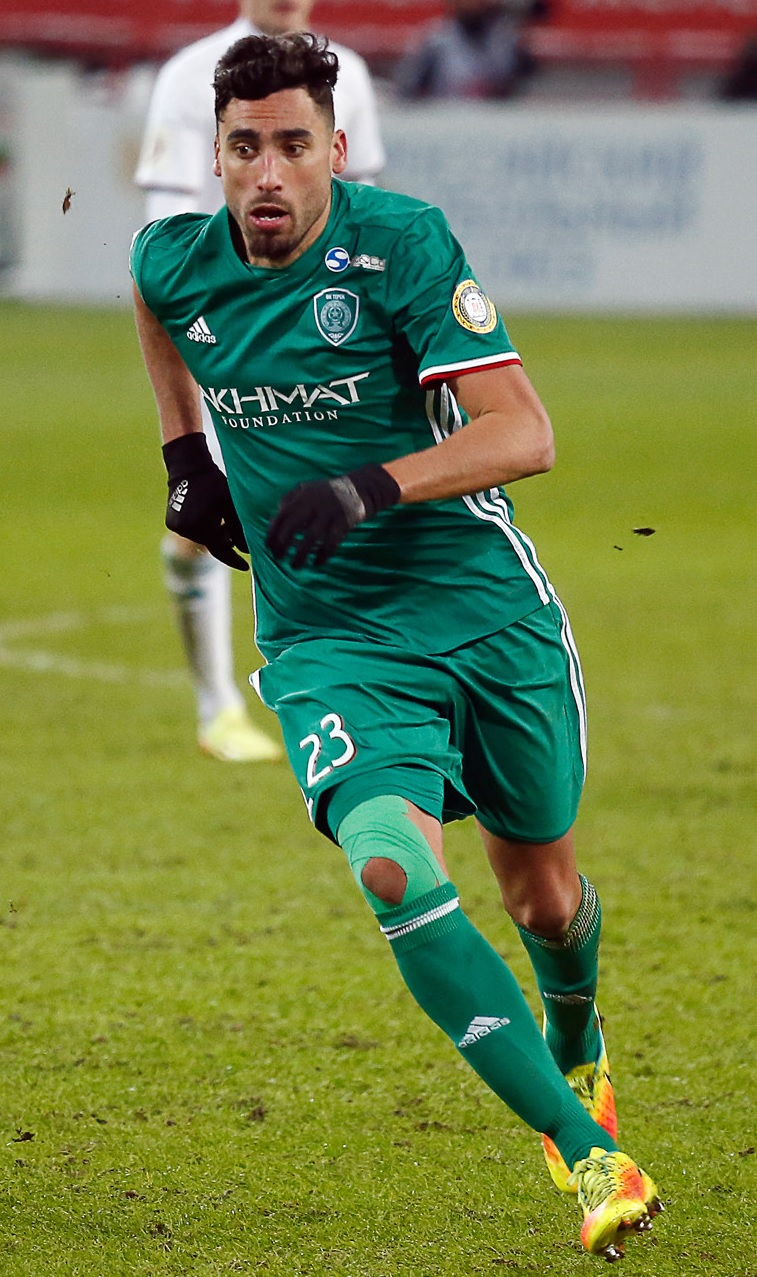
Facundo Píriz (2016)

Facundo Julián Píriz González (* 27. března 1990, Tarariras, Uruguay) je uruguayský fotbalový záložník a bývalý mládežnický reprezentant, od roku 2013 hráč ruského klubu Terek Groznyj.

## Klubová kariéra
- Nacional Montevideo (mládež)
- Nacional Montevideo 2008–2012
- Terek Groznyj 2013–

## Reprezentační kariéra
Nastupoval za uruguayské reprezentační výběry U20 a U23.